# Gola (llengua)
El gola és la llengua parlada pel poble gola o gula, que viu a l'oest de Libèria. La llengua gola forma part de la branca meridional de l'Atlàntic Oest. Segons el darrer cens actualitzat l'any 1991, compta amb 107.000 parlants, dels quals 99.300 pertanyen a Libèria, i una petita proporció de 8.000 són de Sierra Leone.